# Sonerie

Cum funcţionează o sonerie electrică

Soneria este un dispozitiv de semnalizare acustică ce emite sunete cu ajutorul unui mic clopot atins de un ciocănel special. În cazul în care soneria este electrică, atunci ciocănelul este acționat de un electromagnet. 
Soneriile au evoluat din diferite mecanisme electromecanice oscilante care au fost concepute ca urmare a inventării electromagnetului de către William Sturgeon în 1823.